# Белкинская школа
Бе́лкинская церко́вно-приходска́я шко́ла — церковно-приходская школа села Белкина Боровского уезда Калужской губернии. Деревянное здание школы сохранилось до нашего времени. Полностью разобрано в 2014 году.

## История
Белкинская церковно-приходская школа была построена при Храме Бориса и Глеба в селе Белкине Боровского уезда Калужской губернии. Открыта 17 сентября 1885 года.
Основана Анатолием Наркизовичем Обнинским после введения в 1884 году «Правил о церковно-приходских школах». В письме калужскому епископу 20 июля 1885 года Обнинский писал:
...Содействуя устройству школы не из каких-либо видов, а единственно в сознании великой важности религиозно-нравственного просвещения, так естественно желать, чтобы устроенная при моём содействии школа действительно просвещала, действительно внушала любовь к церкви и церковному богослужению. Только такое образование нужно народу, и потому я бы очень не желал, чтобы учреждаемая у нас школа обратилась в обыкновенную школу грамотности, где только выучиваются читать, писать и считать.
Здание школы (бревенчатый дом из двух срубов) было построено летом 1885 года на средства Обнинского. В письме главе Калужской епархии Обнинский писал, что готов принять на себя обязанности учителя, но его католическое вероисповедание мешает этому, поэтому просил прислать в школу подготовленного учителя. Учителем стал студент Калужской духовной семинарии Василий Алексеевич Предтеченский, выходец из духовного сословия, родившийся в семье псаломщика Благовещенской церкви в Калуге. Впоследствии Предтеченский стал зятем Обнинского, обвенчавшись в 1888 году с его дочерью Марией.
Обнинский был официально утверждён попечителем школы. Заведующим и законоучителем школы стал священник Храма Бориса и Глеба Фёдор Тихомиров (1835—1901).
Для того времени школа была оборудована на самом высоком уровне. Обнинский купил для школы классную доску, столы для учеников, книжный шкаф с книгами и учебными пособиями, 50 грифельных досок, керосиновые лампы, принадлежности для письма, иконы с лампадками на стены. За первые три года существования школы Обнинский израсходовал на её содержание 2000 рублей, больше половины из которых ушло на строительство и оснащение здания. Он также взял на себя всё содержание школы и выплату жалованья учителю в размере 180 (по другим данным 300) рублей в год. К моменту открытия Белкинской школы только три помещика Калужской губернии помимо Обнинского взяли на себя основание и полное содержание приходских школ. На протяжении десяти лет Обнинский регулярно упоминался в отчётах Училищного совета в числе подобных ведущих благотворителей в Калужской губернии.
Ежегодно в школе обучалось от 50 до 60 детей в возрасте от 8 до 13 лет (иногда младше), в большинстве мальчики, из Белкина, Пяткина, Самсонова и других окрестных деревень, даже не относившихся к этому приходу.
Обучение было трёхгодичным, с перерывами на летние каникулы, длившиеся с Пасхи до сентября-октября. Ученики делились на старшее и младшее отделения; младшее отделение, в свою очередь, делилось на старшую и младшую группы. Оба отделения занимались вместе в одном помещении.
Организация учебного процесса и программа регламентировались на государственном уровне. Священник Храма Бориса и Глеба заведовал школой и преподавал Закон Божий, включающий изучение молитв и правил богослужения, катехизис и священную историю. Остальные предметы вёл учитель. Ученики получали простейшие азы грамоты: чтение и письмо, в том числе церковно-славянское, арифметику и церковное пение. По окончании курса ученики могли сдать экзамены в уездной земской школе, чтобы получить свидетельство о начальном образовании. Мальчикам это свидетельство давало право на существенное сокращение срока воинской повинности. Многие дети оставляли школу в первый год, едва научившись читать и писать — из-за того, что учёба отрывала их от работы в крестьянском хозяйстве.
Учебный процесс Белкинской школы был поставлен на высочайшем уровне; отчёты Училищного совета постоянно ставили её в пример как образцовую. В отчётах конца 1880-х годов подчёркивается, что благодаря «примерному отношению к делу г. Обнинского» Белкинская школа «занимает в воспитательном и учебном отношении первое место среди церковно-приходских школ Боровского уезда».
Особое внимание в школе уделялось церковному пению. Обнинский специально выписывал для школы новейшие пособия по церковному пению и лично занимался с одарёнными учениками «пением под рояль» в своей усадьбе в Самсонове.
Первый заведующий школы и учитель Закона Божия Фёдор Тихомиров скончался в 1901 году и был похоронен недалеко от школы в ограде Храма Бориса и Глеба. Первый учитель школы Василий Предтеченский оставил школу в 1896 году в связи с переходом старшим учителем в Боровскую второклассную женскую церковно-приходскую школу. После отъезда Предтеченского учителем в школе стал выпускник этой же школы, сын белкинского крестьянина Дорофей Блинников, оставшийся при школе как помощник учителя. Обнинский выплачивал ему жалованье и добился его назначения на место учителя. С 1903 года до упразднения приходской школы в 1918 году учителем школы был Карп Карпович Розанов (1886—1933).